# Inquisitor incertus
Inquisitor incertus é uma espécie de gastrópode do gênero Inquisitor, pertencente a família Pseudomelatomidae.